# Carissa Yip
Carissa Shiwen Yip (nascida em 10 de setembro de 2003) é uma enxadrista americana com o título de Mestre Internacional pela FIDE e vencedora do Campeonato de Xadrez Feminino dos EUA de 2021 e 2023.
Em setembro de 2019, ela foi a jogadora feminina mais bem avaliada nos Estados Unidos  e a mais jovem jogadora de xadrez a derrotar um grande mestre, o que ela fez aos dez anos.
Conquistou o bronze por equipes e o ouro individual no segundo tabuleiro na 45ª Olimpíada de Xadrez realizada em Budapeste, Hungria. 

## Carreira
Aprendeu movimentos de xadrez aos seis anos com seu pai e, em seis meses, conseguiu vencê-lo. Logo, ela se tornou a melhor jogadora de xadrez de oito anos do país.
Sua primeira vitória contra um grande mestre veio em 30 de agosto de 2014, quando derrotou Alexander Ivanov no New England Open.
Yip competiu no Campeonato de Xadrez Feminino dos EUA pela primeira vez em 2016; ela terminou em 9º lugar entre 12, marcando 4½ pontos em 11.  Em 2017, ela marcou 4/11, terminando em 11º.  Em 2019, ela terminou em 8º, com uma pontuação de 4½/11. Em junho de 2018, Yip ganhou sua norma final de Mestre Internacional Feminino (WIM) , primeira norma de Grande Mestre Feminino (WGM) e primeira norma de Mestre Internacional (IM) ao ganhar o primeiro lugar no Charlotte Chess Center's Summer 2018 IM Norm Invitational realizado em Charlotte, Carolina do Norte, com uma pontuação invicta de 7/9.
Em julho de 2018, ela se tornou a campeã júnior feminina dos EUA de 2018 com uma pontuação de 7/9.
Seu desempenho na SPICE Cup de 2019, onde marcou 5/9, fez dela a mais jovem jogadora americana a ganhar o título de Mestre Internacional, aos 16 anos, um mês e 18 dias de idade.  FIDE concedeu o título a Yip em fevereiro de 2020.  O recorde de Yip foi quebrado por Alice Lee em 2023.
Em 2021, Yip competiu na Copa do Mundo Feminina da FIDE, um torneio de eliminação única com 103 jogadores que aconteceu em Sochi, Rússia. Ela foi a 28ª cabeça de chave ao entrar no torneio e derrotou as jogadoras Sharmin Sultana Shirin e Nataliya Buksa antes de ser eliminada por Nana Dzagnidze na Rodada 3.  Yip venceu o Campeonato Feminino dos EUA de 2021 em St. Louis, marcando 8½/11 — 1½ pontos à frente do segundo colocado — e derrotou quatro ex-campeãs femininas no torneio, sendo essas quatro Irina Krush, Anna Zatonskih, Nazí Paikidze e Sabina Foisor.
Em 2022, Carissa Yip foi membro da equipe feminina dos EUA na 44ª Olimpíada de Xadrez.a equipe terminou em quarto lugar. 
Em 2023, ela se classificou para a Copa do Mundo Feminina e venceu sua partida de primeira rodada, mas foi eliminada na segunda rodada.  Também em 2023, Yip ganhou a medalha de prata no Campeonato Mundial Júnior Feminino da FIDE.  Em 17 de outubro de 2023, Yip venceu o Campeonato Feminino dos Estados Unidos com uma pontuação de 8,5/11.  Em dezembro de 2023, Yip venceu o Aberto Júnior no Campeonato Norte-Americano Júnior e recebeu sua primeira norma de grande mestre devido ao seu desempenho lá.
Em 2024, ela ganhou o ouro individual e o bronze por equipe jogando no Tabuleiro 2 no evento feminino da 45ª Olimpíada de Xadrez Yip teve a maior pontuação individual no torneio de 10 em 11 com um desempenho de classificação de 2634.
Em 23 de outubro de 2024, venceu o Campeonato Feminino dos EUA pela terceira vez na carreira.
Em 19 de junho de 2025, venceu o prestigiado Cairns Cup fazendo sua segunda norma de Grande Mestre